# Aulotandra trigonocarpa
Aulotandra trigonocarpa är en enhjärtbladig växtart som beskrevs av Joseph Marie Henry Alfred Perrier de la Bâthie. Aulotandra trigonocarpa ingår i släktet Aulotandra och familjen Zingiberaceae.
Artens utbredningsområde är Madagaskar.

## Underarter
Arten delas in i följande underarter:
- A. t. calcicola
- A. t. gypsicola
- A. t. trigonocarpa